# Перевернутий детектив
Перевернутий детектив — піджанр детективу, історія, в якій на початку показане або описане вчинення злочину та часто й сам злочинець, а потім слідчий намагається розгадати таємницю, вже відому читачам / глядача, іноді — лише деякі її подробиці. В англійській мові перевернутий детектив (англ. inverted detective story) часто називається англ. howcatchem («як його піймати») на відміну від «традиційного» детективу, де злочинець не розкривається до кінця твору і який у розмовній мові називають англ. whodun(n)it («хто це зробив»).
Першим відомим перевернутим детективом вважається оповідання британського письменника Ричарда Остіна Фрімена «Справа Оскара Бродського», опубліковане в журналі Pearson's Magazine у 1912 році.

## Приклади перевернутих детективів

### Телесеріали
Формат «як його піймати» застосований у деяких епізодах серіалів «Монк» (2002—2009), «Криміналісти: мислити як злочинець» (з 2005), «Закон і порядок: Злочинні наміри» (2001—2011), «Комісар Рекс» (1994—2015).
Британський телевізійний кримінальний серіал «Лютер» (2010—2019) також регулярно використовував структуру перевернутого детективу.
Виключно на форматі перевернутого детективу побудовані серіали «Коломбо» (1968—2003), «Мотив» (2013—2016), «Покерфейс» (з 2023), два перших сезони серіалу «Грішники» (2017—2021).